# Бадр ад-дін Ак-Сонкор
Бадр ад-дін Ак-Сонкор (*д/н — 1197) — 3-й шахамрен Держави Шах-Арменідів з 1193 до 1197 року.

## Життєпис
Про походження нічого невідомо. Став рабом, якого в хузістану було куплено за 1 тис. динарів для війська шахармена Сокмана II — за що отримав прізвисько «Хазардинарі». Доволі швидко просунувся військовими щаблями. Ймовірно одружився з  донькою шахармена Асією-хатун. Втім після смерті Сокмана II у 1185 році не зміг здобути трону, який зайняв інший гулям Бег-Тимур Саїф ад-Дін.
У 1193 році, скориставшись невдоволенням серед частини військовиків, та конфліктом шахармена з Ільдегізідами, Бадр ад-дін влаштував змову, внаслідок якої Бег-Тимура було повалено й вбито. Новим шахарменом став Бадр ад-дін Ак-Сонкор.
Втім він не міг нічого вдіяти щодо послаблення держави, яку постійно атакували війська грузинської цариці Тамари. 1195 році брав участь в Шамхорській битві, де мусульманська коаліція зазнало нищівної поразки від грузинського війська.
Погіршення становища призвело до нової змови, внаслідок якої Ак-Сокнора було повалено. Новим шахарменом став гулям Кутлуг.